# Trépail
Trépail est une commune française, située dans le département de la Marne en région Grand Est.

## Géographie
La commune fait partie du parc naturel régional de la Montagne de Reims.
|          | Villers-Marmery |                           |
| Ambonnay | Trépail         | Billy-le-Grand Vaudemange |
|          | Ambonnay        |                           |

### Hydrographie
La commune est traversée par la ligne de partage des eaux entre les régions hydrographiques « la Seine de sa source au confluent de l'Oise (exclu) » et « la Seine du confluent de l'Oise (inclus) à l'embouchure » au sein du bassin Seine-Normandie. Elle est drainée par le ruisseau de Trepail,.

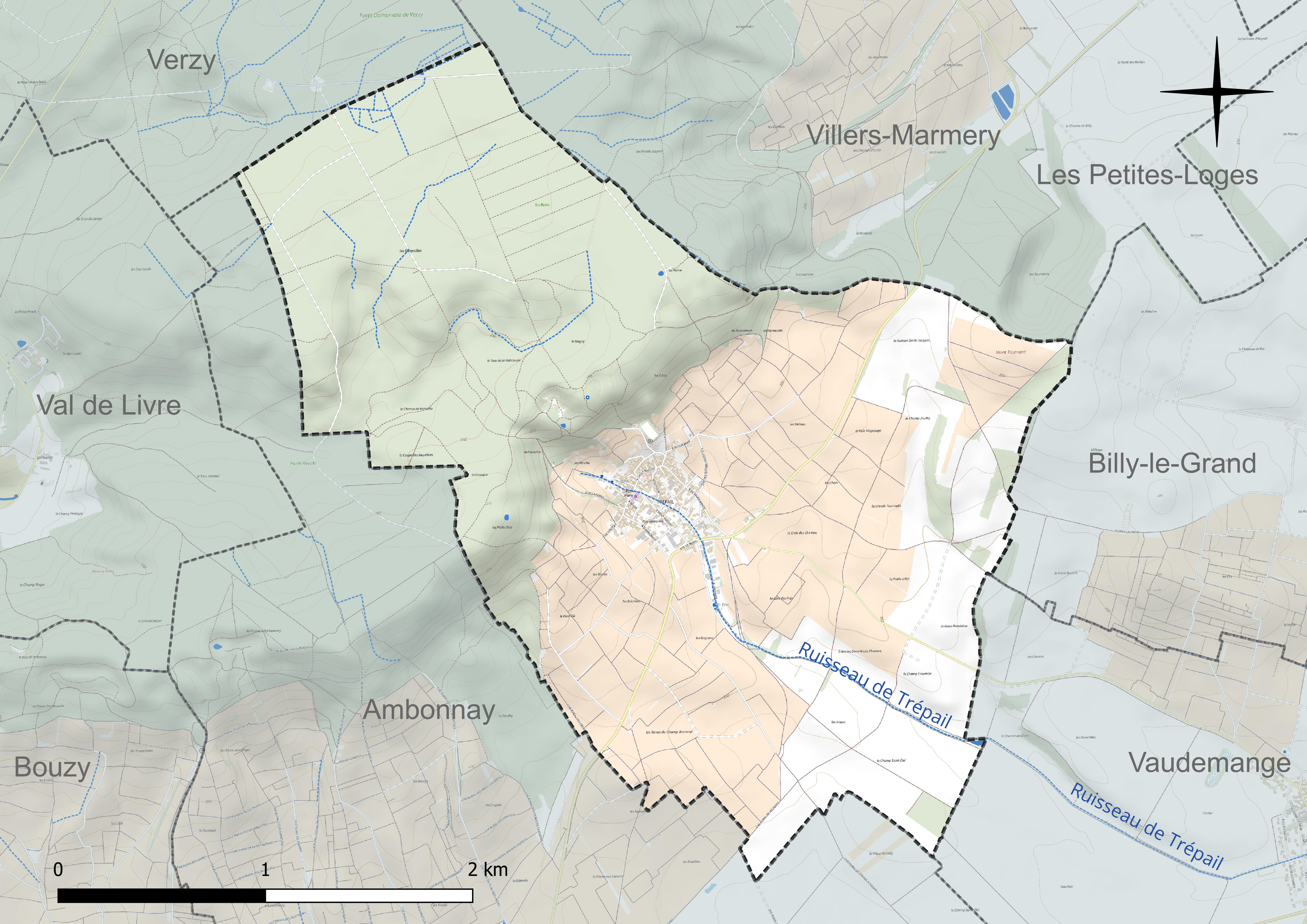
Réseau hydrographique de Trépail.

### Climat
Pour des articles plus généraux, voir Climat du Grand Est et Climat de la Marne.
En 2010, le climat de la commune est de type climat océanique dégradé des plaines du Centre et du Nord, selon une étude du Centre national de la recherche scientifique s'appuyant sur une série de données couvrant la période 1971-2000. En 2020, Météo-France publie une typologie des climats de la France métropolitaine dans laquelle la commune est exposée à un climat océanique altéré et est dans la région climatique  Nord-est du bassin Parisien, caractérisée par un ensoleillement médiocre, une pluviométrie moyenne régulièrement répartie au cours de l’année et un hiver froid (3 °C). 
Pour la période 1971-2000, la température annuelle moyenne est de 10,7 °C, avec une amplitude thermique annuelle de 16,4 °C. Le cumul annuel moyen de précipitations est de 756 mm, avec 12,4 jours de précipitations en janvier et 7,9 jours en juillet. Pour la période 1991-2020, la température moyenne annuelle observée sur la station météorologique de Météo-France la plus proche, « Bouzy-Civc », sur la commune de Bouzy à 4 km à vol d'oiseau, est de 11,5 °C et le cumul annuel moyen de précipitations est de 687,5 mm. 
La température maximale relevée sur cette station est de 41,2 °C, atteinte le 25 juillet 2019 ; la température minimale est de −20,5 °C, atteinte le 16 janvier 1985,,. 
Les paramètres climatiques de la commune ont été estimés pour le milieu du siècle (2041-2070) selon différents scénarios d'émission de gaz à effet de serre à partir des nouvelles projections climatiques de référence DRIAS-2020. Ils sont consultables sur un site dédié publié par Météo-France en novembre 2022.

## Urbanisme

### Typologie
Au 1er janvier 2024, Trépail est catégorisée commune rurale à habitat dispersé, selon la nouvelle grille communale de densité à sept niveaux définie par l'Insee en 2022.
Elle est située hors unité urbaine. Par ailleurs la commune fait partie de l'aire d'attraction de Reims, dont elle est une commune de la couronne,. Cette aire, qui regroupe 294 communes, est catégorisée dans les aires de 200 000 à moins de 700 000 habitants,.

### Occupation des sols
L'occupation des sols de la commune, telle qu'elle ressort de la base de données européenne d’occupation biophysique des sols Corine Land Cover (CLC), est marquée par l'importance des territoires agricoles (54,4 % en 2018), une proportion sensiblement équivalente à celle de 1990 (54,2 %). La répartition détaillée en 2018 est la suivante : 
forêts (42,5 %), cultures permanentes (34,1 %), terres arables (18,2 %), zones urbanisées (3 %), zones agricoles hétérogènes (2,1 %). L'évolution de l’occupation des sols de la commune et de ses infrastructures peut être observée sur les différentes représentations cartographiques du territoire : la carte de Cassini (XVIIIe siècle), la carte d'état-major (1820-1866) et les cartes ou photos aériennes de l'IGN pour la période actuelle (1950 à aujourd'hui).

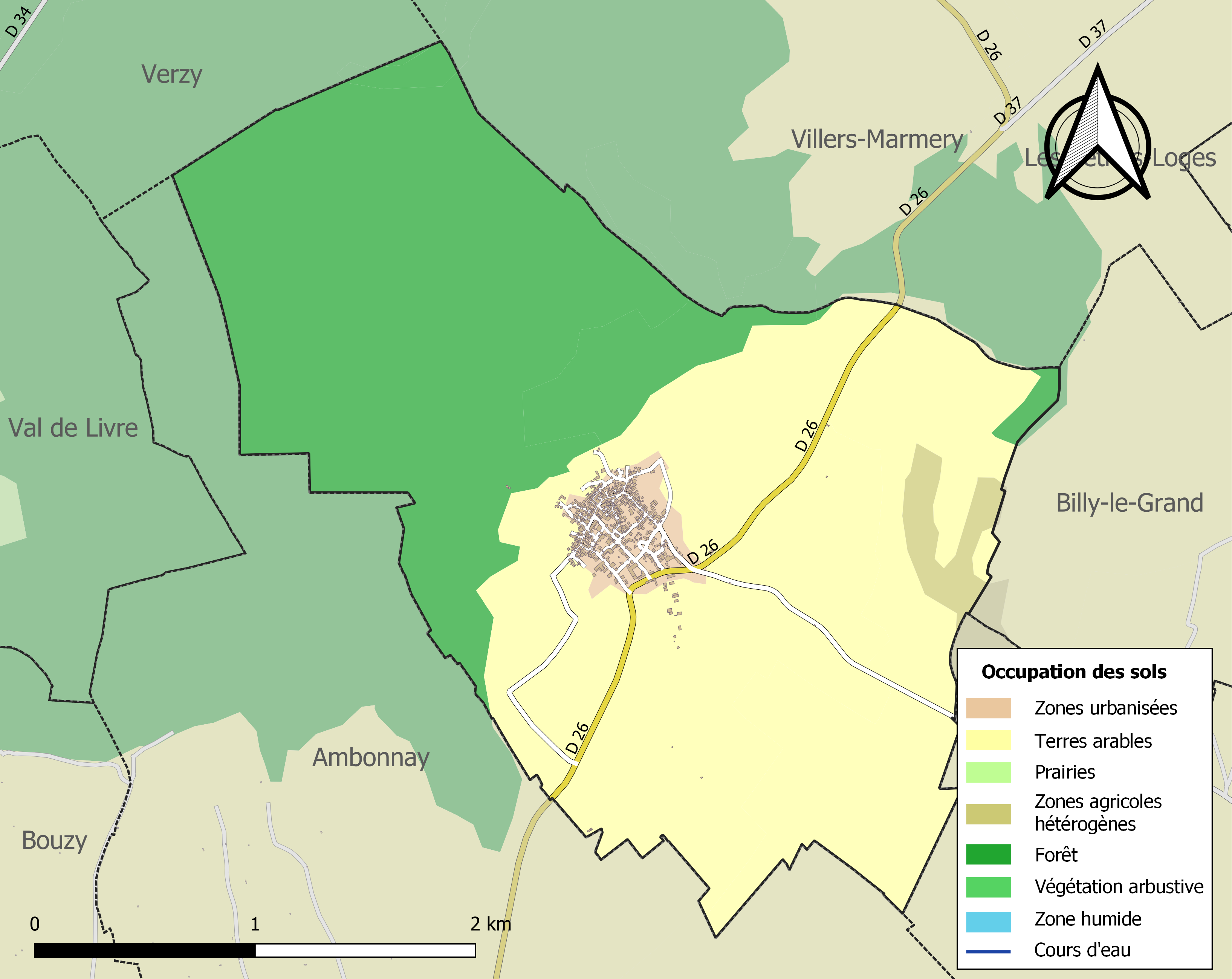
Carte des infrastructures et de l'occupation des sols de la commune en 2018 (CLC).

## Toponymie
Le nom de la localité est attesté sous les formes Trepallum (vers 850) ; Trepal (vers 1020) ; Alodum Trepallis villæ (1008-1045) ; Trepeium ? (1152) ; In villa de Estrepail (1260) ; Trepail (1267) ; Trepaillium (1267) ; Estrepay (1345) ; Trepayl (1346) ; Treppail (1352) ; Trespal (1510) ; Trepailles (1553) ; Trespail (1581) ; Trespas (1676) ; Trepaille (1771) ; Trepalliæ (1775) ; Trepaillum (1777).

## Histoire
Des fouilles archéologiques récentes ont révélé un important centre de production de céramique gallo-romain au lieu-dit du Trou de la Baticaude.

## Politique et administration

### Intercommunalité
La commune, antérieurement membre de la communauté de communes Vesle et Coteaux de la Montagne de Reims, est membre, depuis le 1er janvier 2017, du Grand Reims.
En effet, conformément aux prévisions du schéma départemental de coopération intercommunale (SDCI) de la Marne du 15 décembre 2011, cette communauté de communes est née le 1er janvier 2014 de la fusion de trois petites intercommunalités  :
- la Communauté de communes des Forêts et Coteaux de la Grande Montagne (CCFCGM), qui regroupait cinq communes ;
- la Communauté de communes des Rives de Prosne et Vesle (CCRPV), sauf la commune de Prosnes, soit deux communes ;
- la Communauté de communes Vesle-Montagne de Reims (CCVMR), qui regroupait neuf communes ;

auxquelles s'est joint la commune isolée de Villers-Marmery.

## Démographie
L'évolution du nombre d'habitants est connue à travers les recensements de la population effectués dans la commune depuis 1793. Pour les communes de moins de 10 000 habitants, une enquête de recensement portant sur toute la population est réalisée tous les cinq ans, les populations de référence des années intermédiaires étant quant à elles estimées par interpolation ou extrapolation. Pour la commune, le premier recensement exhaustif entrant dans le cadre du nouveau dispositif a été réalisé en 2008.

En 2022, la commune comptait 434 habitants, en évolution de +0,7 % par rapport à 2016 (Marne : −1,19 %, France hors Mayotte : +2,11 %).
| 1793 | 1800 | 1806 | 1821 | 1831 | 1836 | 1841 | 1846 | 1851 |
| ---- | ---- | ---- | ---- | ---- | ---- | ---- | ---- | ---- |
| 542  | 593  | 661  | 679  | 697  | 672  | 661  | 685  | 685  |

| 1856 | 1861 | 1866 | 1872 | 1876 | 1881 | 1886 | 1891 | 1896 |
| ---- | ---- | ---- | ---- | ---- | ---- | ---- | ---- | ---- |
| 548  | 590  | 607  | 577  | 619  | 625  | 692  | 729  | 813  |

| 1901 | 1906 | 1911 | 1921 | 1926 | 1931 | 1936 | 1946 | 1954 |
| ---- | ---- | ---- | ---- | ---- | ---- | ---- | ---- | ---- |
| 794  | 755  | 668  | 595  | 520  | 520  | 433  | 460  | 490  |

| 1962 | 1968 | 1975 | 1982 | 1990 | 1999 | 2006 | 2008 | 2013 |
| ---- | ---- | ---- | ---- | ---- | ---- | ---- | ---- | ---- |
| 503  | 521  | 505  | 463  | 435  | 462  | 445  | 440  | 426  |

| 2018 | 2022 | - | - | - | - | - | - | - |
| ---- | ---- | - | - | - | - | - | - | - |
| 430  | 434  | - | - | - | - | - | - | - |

## Lieux et monuments
- Eglise avec ses objets classés, plaque funéraire de Bréhier[25], deux tableaux du XVIIe siècle ;
- Lavoir,
- Calvaire.

### Galerie de photographies

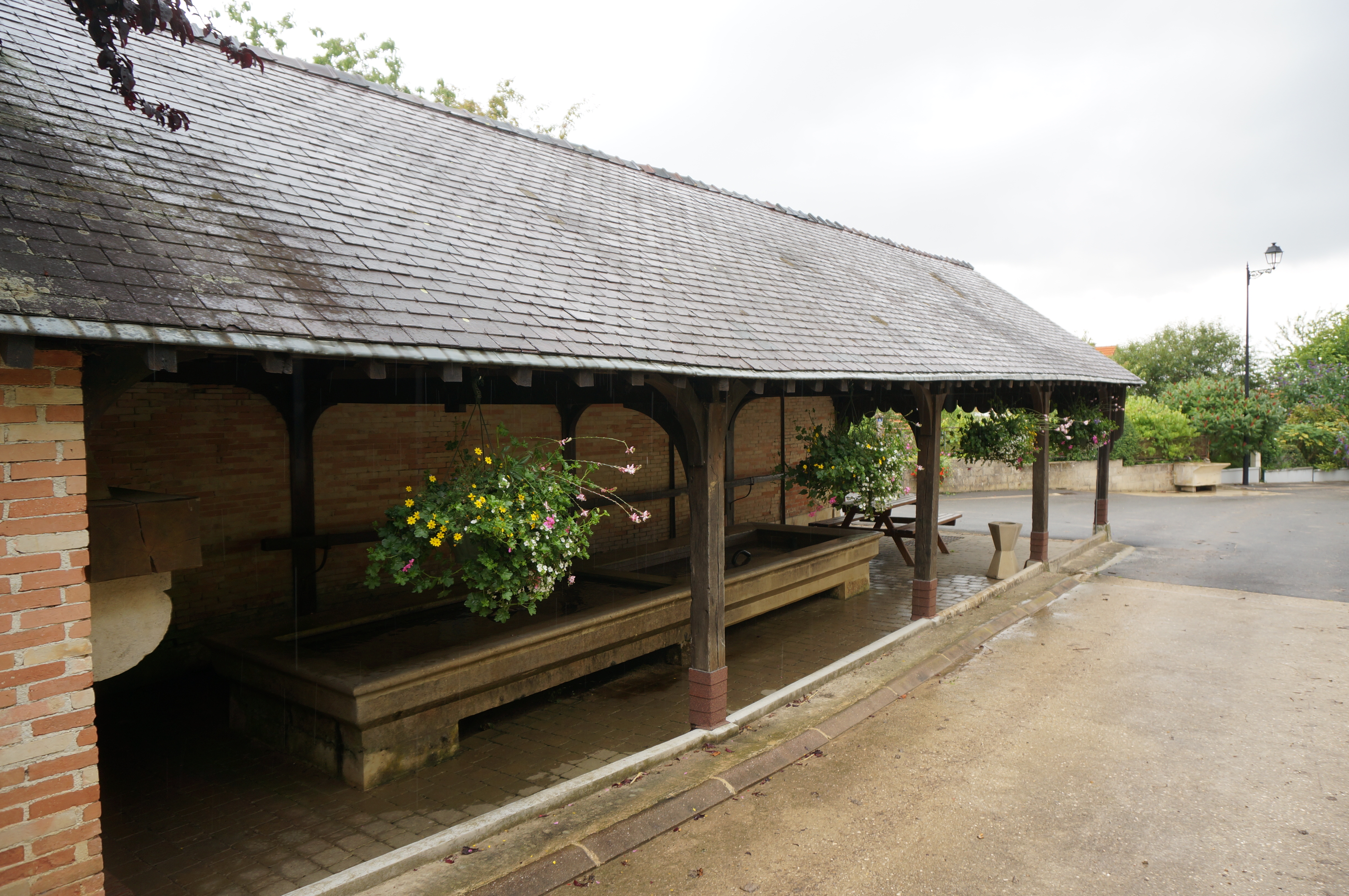
Le lavoir.
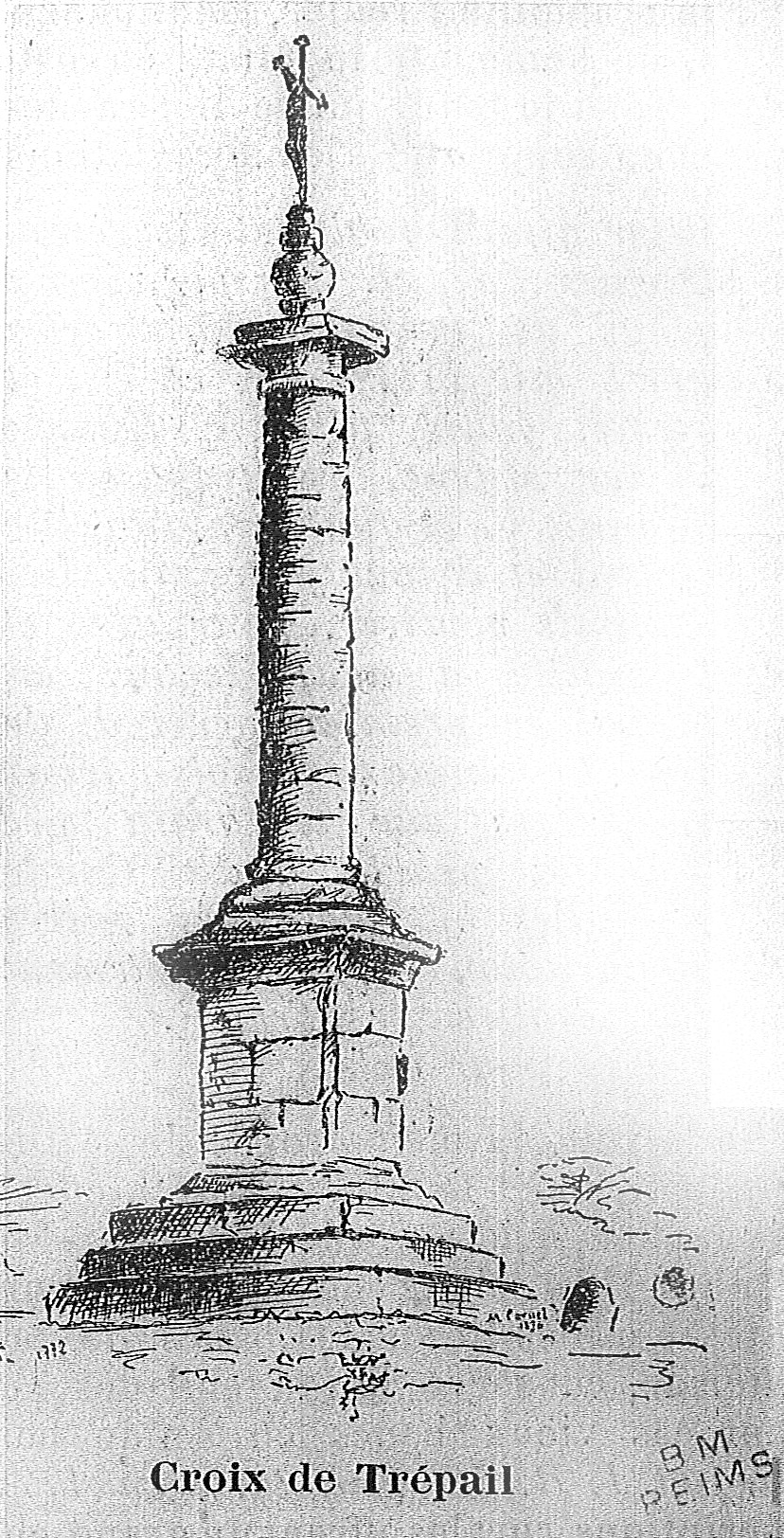
Calvaire.
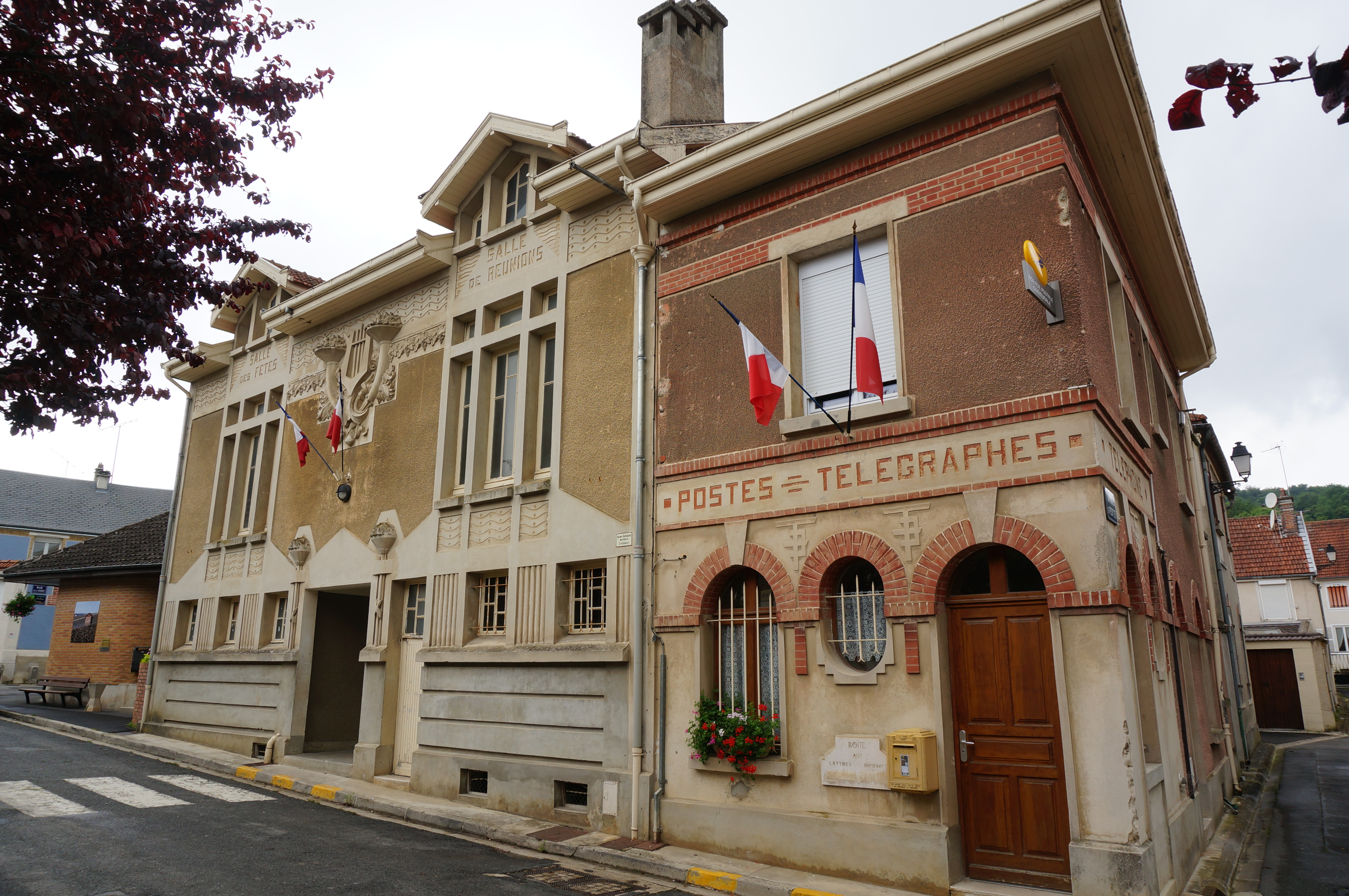
La salle des fêtes et la Poste.
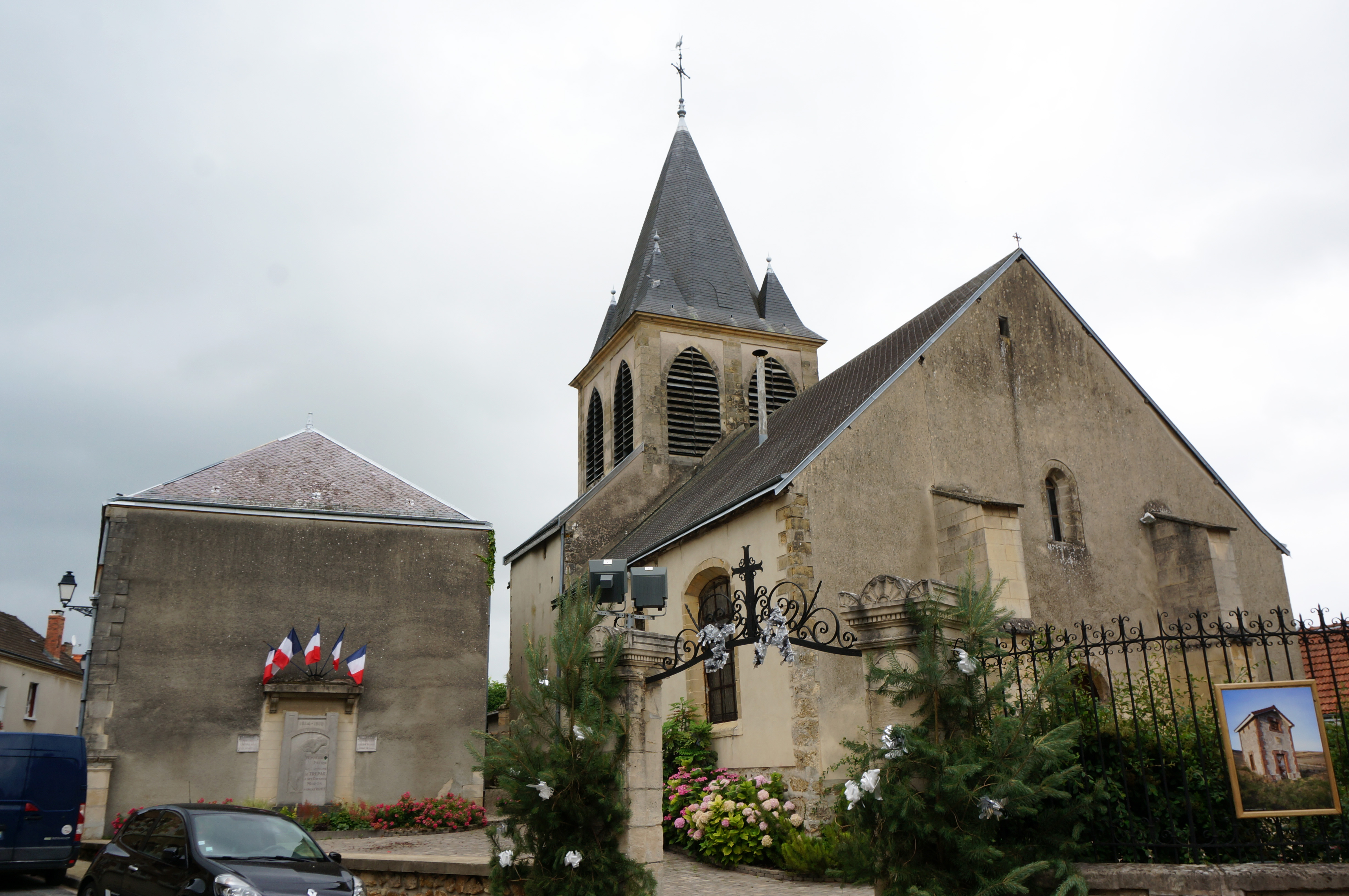
L'église avec le monument aux morts.

## Personnalités liées à la commune
- Le général d'Empire Louis Jean Nicolas Abbé (1764-1834).